# Microplitis kewleyi
Microplitis kewleyi är en stekelart som beskrevs av Muesebeck 1922. Microplitis kewleyi ingår i släktet Microplitis och familjen bracksteklar. Inga underarter finns listade i Catalogue of Life.